# Software de alinhamento de sequências
Esta lista de software de alinhamento de sequências é uma compilação de ferramentas software e portais web usados em alinhamento de sequências de pares e alinhamento múltiplo de sequências. Ver software para alinhamento estrutural para alinhamento estrutural de proteínas.

## Apenas pesquisas em bancos de dados
| Nome                                        | Descrição                                                          | Tipo de sequência* | Ligação                                                         |
| ------------------------------------------- | ------------------------------------------------------------------ | ------------------ | --------------------------------------------------------------- |
| BLAST                                       | Busca local de k-tuplas (Basic Local Alignment Search Tool)        | Ambos              | NCBI EBI DDBJ DDBJ (psi-blast) GenomeNet PIR (Apenas proteínas) |
| Extensão combinatória                       | Busca de alinhamento estrutural                                    | Proteína           | servidor                                                        |
| FASTA                                       | Busca local de k-tuplas                                            | Ambos              | EBI DDBJ GenomeNet PIR (Apenas proteínas)                       |
| GGSEARCH / GLSEARCH                         | Alinhamento com estatística Global:Global (GG), Global:Local (GL)  | Proteína           | servidor FASTA                                                  |
| HMMER                                       | Busca de perfis ocultos de Markov                                  | Proteína/ADN       | Descarregar (S. Eddy) DDBJ (HMMPFAM)                            |
| IDF                                         | Inverse Document Frequency                                         | Ambos              | Descarregar                                                     |
| Infernal                                    | Busca SCFG de perfil                                               | ARN                | Descarregar (S. Eddy)                                           |
| SAM                                         | Busca de perfis ocultos de Markov                                  | Proteína/ADN       | SAM (K. Karplus, A. Krogh)                                      |
| SSEARCH                                     | Busca Smith-Waterman (mais sensível que FASTA)                     | Ambos              | servidor EBI DDBJ                                               |
| SWIMM                                       | Busca Smith-Waterman em arquiteturas multicore e manycore da Intel | Proteína           | Descarregar (Rucci et al)                                       |
| *Tipo de sequência: Proteína ou nucleotídeo |                                                                    |                    |                                                                 |

## Alinhamento múltiplo de sequências
| Nome                                                                                | Descrição                                                                                       | Tipo de sequência*      | Tipo de alinhamento Type**     | Ligação                                    | Autor                           | Ano                             |
| ----------------------------------------------------------------------------------- | ----------------------------------------------------------------------------------------------- | ----------------------- | ------------------------------ | ------------------------------------------ | ------------------------------- | ------------------------------- |
| ABA                                                                                 | Alinhamento A-Bruijn                                                                            | Proteína                | Global                         | Descarregar                                | B.Raphael et al.                | 2004                            |
| ALE                                                                                 | Alinhamento manual; alguma assistência de software                                              | Nucleotídeos            | Local                          | Descarregar                                | J. Blandy y K. Fogel            | 1994 (última versão 2007)       |
| AMAP                                                                                | Annealing de sequências                                                                         | Ambos                   | Global                         | servidor                                   | A. Schwartz e L. Pachter        | 2006                            |
| BAli-Phy                                                                            | Alinhamentos árvore+multi; probabilísticos/bayesianos; joint estimation                         | Ambos                   | Global                         | WWW+Descarregar                            | BD Redelings e MA Suchard       | 2005 (última versão 2013)       |
| CHAOS/DIALIGN                                                                       | Alinhamento iterativo                                                                           | Ambos                   | Local (preferida)              | servidor                                   | M. Brudno e B. Morgenstern      | 2003                            |
| ClustalW                                                                            | Alinhamento progressivo                                                                         | Ambos                   | Local ou Global                | Descarregar EBI DDBJ PBIL EMBNet GenomeNet | Thompson et al.                 | 1994                            |
| CodonCode Aligner                                                                   | Multi-alinhamento; suporte ClustalW e Phrap                                                     | Nucleotídeos            | Local ou Global                | Descarregar                                | P. Richterich et al.            | 2003 (última versão 2007)       |
| DIALIGN-TX y DIALIGN-T                                                              | Método baseado em segmentos                                                                     | Ambos                   | Local (preferida) ou Global    | Descarregar e servidor                     | A.R.Subramanian                 | 2005 (última versão 2008)       |
| ADN Baser                                                                           | Multi-alinhamento                                                                               | Ambos                   | Local ou Global + pós-processo | ADN Baser (comercial)[ligação inativa]     | M. Gabriel                      | publicado em 2005               |
| Ed'Nimbus                                                                           | Seeded filtration                                                                               | Nucleotídeos            | Local                          | servidor                                   | P. Peterlongo et al.            | 2006                            |
| Geneious                                                                            | Alinhamento progressivo/iterativo; plugin para ClustalW                                         | Ambos                   | Local ou Global                | Descarregar                                | A.J. Drummond et al.            | 2005 / 2006                     |
| Kalign                                                                              | Alinhamento progressivo                                                                         | Ambos                   | Global                         | servidorEBI MPItoolkit                     | T. Lassmann                     | 2005                            |
| MSA                                                                                 | Programação dinâmica                                                                            | Ambos                   | Local ou Global                | Descarregar                                | D.J. Lipman et al.              | 1989 (modificado 1995)          |
| PRRN/PRRP                                                                           | Alinhamento iterativo (especialmente refinamento)                                               | Proteína                | Local ou Global                | PRRP PRRN                                  | Y. Totoki (baseado em O. Gotoh) | 1991 e posteriores              |
| POA                                                                                 | Modelo oculto de Markov/ordem parcial                                                           | Proteína                | Local ou Global                | Descarregar                                | C. Lee                          | 2002                            |
| SAM                                                                                 | Modelo oculto de Markov                                                                         | Proteína                | Local ou Global                | servidor                                   | A. Krogh et al.                 | 1994 (versão mais recente 2002) |
| MAFFT                                                                               | Alinhamento progressivo/iterativo                                                               | Ambos                   | Local ou Global                | GenomeNet MAFFT[ligação inativa]           | K. Katoh et al.                 | 2005                            |
| MAVID                                                                               | Alinhamento progressivo                                                                         | Ambos                   | Global                         | servidor                                   | N. Bray e L. Pachter            | 2004                            |
| MULTALIN                                                                            | Programação dinâmica/clustering                                                                 | Ambos                   | Local ou Global                | servidor                                   | F. Corpet                       | 1988                            |
| Multi-LAGAN                                                                         | Alinhamento progressivo por programação dinâmica                                                | Ambos                   | Global                         | servidor                                   | M. Brudno et al.                | 2003                            |
| MUSCLE                                                                              | Alinhamento progressivo/iterativo                                                               | Ambos                   | Local ou Global                | servidor                                   | R. Edgar                        | 2004                            |
| ProbCons                                                                            | Probabilístico/consistência                                                                     | Proteína                | Local ou Global                | servidor                                   | C. Do et al.                    | 2005                            |
| PSAlign                                                                             | Alinhamento preservando não-heurística                                                          | Ambos                   | Local ou Global                | Descarregar                                | S.H. Sze, Y. Lu, Q. Yang.       | 2006                            |
| SAGA                                                                                | Alinhamento de sequências por algoritmo genético                                                | Proteína                | Local ou Global                | Descarregar                                | C. Notredame et al.             | 1996 (nova versão 1998)         |
| T-Coffee                                                                            | Alinhamento progressivo mais sensível                                                           | Ambos                   | Local ou Global                | servidor                                   | C. Notredame et al.             | 2000                            |
| RevTrans                                                                            | Combina ADN e alinhamento de proteínas, por tradução inversa de alinhamento de proteínas a ADN. | ADN/Proteína (especial) | Local ou Global                | servidor                                   | Wernersson e Pedersen           | 2003 (versão mais recente 2005) |
| *Tipo de sequência: Proteína ou nucleotídeo. **Tipo de alinhamento: Local ou global |                                                                                                 |                         |                                |                                            |                                 |                                 |

## Análise genômica
| Nome                                        | Descrição | Tipo de sequência*   | Ligação     |
| ------------------------------------------- | --- | -------------------- | ----------- |
| SLAM                                        | Previsão de genes, alinhamento, anotação (identificação de homologia humano-rato)                            | Nucleotídeo          | servidor    |
| Mauve                                       | Alinhamento múltiplo de genomas reorganizados                                                                | Nucleotídeo          | decarregar  |
| MGA                                         | Alinhador múltiplo de genomas                                                                                | Nucleotídeo          | descarregar |
| Mulan                                       | Alinhamentos múltiplos locais de sequências de tamanho genêmico                                              | Nucleotídeo          | servidor    |
| Sequerome                                   | Perfil de informação sobre alinhamento de sequências recorrendo aos principais servidores/serviços           | Nucleotídeo/peptídeo | servidor    |
| AVID                                        | Alinhamento global por pares com genomas completos                                                           | Nucleotídeo          | servidor    |
| SIBsim4 / Sim4                              | Programa projetado para alinhar uma sequência expressa de ADN com uma sequência genômica, permitindo íntrons | Nucleotídeo          | descarregar |
| Shuffle-LAGAN                               | Alinhamento glocal de pares de regiões de genoma completas                                                   | Nucleotídeo          | servidor    |
| ACT (Artemis Comparison Tool)               | Sintenia e genômica comparativa                                                                              | Nucleotídeo          | servidor    |
| *Tipo de sequência: Proteína ou nucleotídeo | |                      |             |

## Previsão de motivos
| Nome                                              | Descrição                                                     | Tipo de sequência* | Ligação                                  |
| ------------------------------------------------- | ------------------------------------------------------------- | ------------------ | ---------------------------------------- |
| MEME/MAST                                         | Busca descobrimento de motivos                                | Ambos              | servidor                                 |
| BLOCKS                                            | Identificação de motivos sem jogos na base de dados BLOCKS    | Ambos              | servidor                                 |
| eMOTIF                                            | Extração e identificação de motivos curtos                    | Ambos              | servidores                               |
| Gibbs motif sampler (Amostrador de motivos Gibbs) | Extração estocástica de motivos por probabilidade estadística | Ambos              | servidor (uma das várias implementações) |
| TEIRESIAS                                         | Extração de motivos e busca na base de dados                  | Ambos              | servidor                                 |
| PRATT                                             | Geração de padrões para usar com ScanProsite                  | Proteína           | servidor                                 |
| ScanProsite                                       | Ferramenta de busca de motivos na base de dados               | Proteína           | servidor                                 |
| PHI-Blast                                         | Busca de motivos e ferramenta de alinhamento                  | Ambos              | servidor                                 |
| I-sites                                           | Biblioteca de motivos estruturais locais                      | Proteína           | servidor                                 |
| *Tipo de sequência: Proteína ou nucleotídeo       |                                                               |                    |                                          |